# Российская маоистская партия

Старый логотип РМП

Росси́йская маои́стская па́ртия (РМП) — пропагандистская политическая группа, действующая в нескольких городах России. Непосредственным предшественником была Маоистская платформа, подписанная несколькими делегатами III съезда РКСМ(б) 22 августа 1999 года. В Министерстве юстиции РФ партия не зарегистрирована. С 2001 по 2004 год издавала бюллетень «РМП-news», с 2006 по 2010 год издавала бюллетень «Культурная революция».

## Идеология
РМП придерживается идеологии марксизма-ленинизма-маоизма. Обладает следующим рядом характерных идеологических особенностей:
- Вслед за Мао Цзэдуном, РМП полагает[3][4], что в деятельности Сталина было 70 % правильного и 30 % ошибок. Притом именно ошибок, хотя и совершенных из-за метафизических отклонений в рассуждениях, но не отменяющих главную характеристику Иосифа Сталина, как выдающегося марксиста-ленинца и вождя пролетариата, отстоявшего ленинизм и под руководством которого советские трудящиеся построили социализм. Критикуя же его ошибки РМП, в частности, заявляет, что Сталин путал противоречия между народом и врагами народа и противоречиями внутри народа непосредственно, не проводил курса на продолжение революции после победы социализма, допуская в осуществлении классовой борьбы административно-бюрократические ошибки, не определив существование опасности реставрации силами новобуржуазных элементов в социалистическом обществе, что и привело к приходу к власти ревизионистов после смерти Сталина.
- РМП полагает, что после смерти Сталина в результате ряда контрреволюционных переворотов и отменивших общественный характер государственной собственности преобразований Советский Союз стал государственно-капиталистическим государством нового типа. Перевороты и преобразования, совершаемые в те годы в Советском Союзе, сопровождались ожесточённой классовой борьбой и вовсе не были всего лишь актами в области юридической надстройки. Часто послесталинский советский режим маоисты характеризуют как «социал-империализм», подчеркивая, что особой разницы между Советским Союзом и Соединенными Штатами особо не было и это были равносильно реакционные силы. Соответственно, РМП не поддерживает создание Организации Варшавского договора, ввод войск в Венгрию, Чехословакию, Афганистан, доктрину Брежнева, косыгинские реформы и прочее. Также РМП полагает, что Китай также стал капиталистическим государством после отстранения Хуа Гофэна Дэн Сяопином, разгрома Банды четырёх, насильственного уничтожения "революционных комитетов" и проведения глобальных рыночных реформ.
- РМП обосновывает свои рассуждения в отношении послесталинского Советского Союза тем, что, по их мнению, невозможно сохранить диктатуру пролетариата при власти ревизионистов, это невозможно, так как пролетариат не может поддерживать вредное для него же самого правление, ощущая все пагубные последствия решений ревизионистов на себе. После прихода к власти ревизионистов и принятия ими контрреволюционных мер, отстраняющих пролетариат от реальной власти и уничтожающих социалистическую базу экономики, диктатура пролетариата упраздняется (о чём в СССР в открытую объявили), а значит нет больше социализма, и такой режим стоит называть государственно-капиталистическим, с правящим классом в лице бюрократической новой буржуазии. Если троцкисты считают государство, где ревизионисты пришли к власти «деформированным рабочим государством», то маоисты ставят вопрос об отсутствии рабочего характера власти вообще. При этом самих исторических троцкистов ("Левую оппозицию" в СССР 1920-х годов) маоизм признаёт как раз именно такой политической группировкой новой буржуазии, пытавшейся уничтожить диктатуру пролетариата, заменить её диктатурой партии, остановить движение к социализму и построить левый государственный капитализм.
- РМП признаёт Великую пролетарскую культурную революцию, как тройной удар, бьющий по опасности вырождения, уже имеющимся перерожденческим новобуржуазным элементам и подымающим сами массовые низы на строительство коммунизма и социалистическую классовую борьбу, что облегчает продвижение к коммунизму и отмиранию государственной власти. Её провал и дальнейшая реставрация капитализма в Китае обусловлен рядом ошибок партийного руководства, которые не дали раскрыться в полной мере изначальному замыслу и довести Культурную Революцию до конца.
- РМП поддерживает[как?] народные партизанские войны в Индии, на Филиппинах, в Непале, Бирме, Сирии, турецком Курдистане.

## Участие в выборах и представительство в органах власти[5]
На муниципальных выборах в Москве в 2022 году от КПРФ в Совет депутатов муниципального округа Обручевский был выдвинут член Российской маоистской партии Роман Галенкин. По результатам голосования он получил 28,68% голосов и был избран в парламент. Это первый случай избрания маоиста в органы местного самоуправления в Российской Федерации. 
На региональном и федеральном уровнях РМП не представлена. 

## Международные связи
До 2007 года РМП тесно сотрудничала с Маоистским интернационалистским движением (США). Отношения РМП и МИД испортились из-за разногласий по поводу оценки народного антиклерикального движения в Иране: МИД считали, что в Иране нет никакого народного движения, и что все протесты "инспирированы Западом", а РМП была несогласна с такой оценкой.
РМП сотрудничает с Марксистско-ленинской партией Германии и вместе с ней заочно участвовала в Международной конференции марксистско-ленинских партий и организаций. Состоявший в РМП Олег Торбасов перевёл на русский язык ряд книг идеологов МЛПГ.
Ныне РМП состоит в Международной Координации революционных партий и организаций.

## Отзывы, критика
РМП вызывает к себе много ненависти. Их обвиняют в том, что они маргиналы, либералы, антисоветчики и т.д. Например, Александр Тарасов в 2003 году высказывался: "В России уже не первый год существует РМП – Российская маоистская партия. Никаких успехов в пропаганде маоизма она не достигла. Маоизм в сознании нашей молодежи дискредитирован еще больше, чем «просто» марксизм".